# اویا کدار
اویا کُدار (کرواتی: Oja Kodar؛ ‏‎/ˈɔɪ.ə ˈkoʊdɑːr/‎ ‏ OY-ə KOH-dar;؛ زادهٔ ۱۹۴۱) بازیگر، کارگردان فیلم و فیلم‌نامه‌نویس اهل کرواسی است.
وی شریکِ زندگی اورسن ولز در سال‌های پایانی زندگی‌اش بود.
از فیلم‌ها یا برنامه‌های تلویزیونی که وی در آن نقش داشته است، می‌توان به ت مثل تقلب اشاره کرد.